# 265-й истребительный авиационный полк
265-й истребительный авиационный полк (265-й иап) — воинская часть Военно-воздушных сил (ВВС) Вооружённых Сил РККА, принимавшая участие в боевых действиях Великой Отечественной войны, в послевоенные годы выполнявшая задачи ПВО и вошедшая в состав войск ПВО России.

## История наименований полка
За весь период своего существования полк своё наименование не менял:
- 265-й истребительный авиационный полк
- 265-й истребительный авиационный полк ПВО
- Войсковая часть (Полевая почта) 40483

## Создание полка
265-й истребительный авиационный полк начал формироваться 4 апреля 1941 года в Закавказском военном округе на основе 50-го, 25-го и 36-го истребительных авиационных полков. Наименование 265-й истребительный авиационный полк было присвоено 19 апреля 1941 года. В
июле 1941 года завершил формирование по штату 015/134 на самолётах И-16.

## Переформирование и расформирование полка
- 265-й истребительный авиационный полк в июне 1962 года был передан в состав войск ПВО и был переименован в 265-й истребительный авиационный полк ПВО;
- 265-й истребительный авиационный полк ПВО 1 апреля 1994 года был расформирован в составе 23-й Гомельской Краснознамённой ордена Суворова дивизии ПВО.

## В действующей армии
В составе действующей армии:
- с 23 ноября 1941 года по 7 мая 1942 года;
- с 12 августа 1942 года по 17 марта 1943 года;
- с 16 марта 1944 года по 9 мая 1945 года.

## Командиры полка
- майор, подполковник Осадчий Иван Фёдорович (погиб)[2], 30.04.1941 — 12.08.1942
- майор, подполковник Свириденков Сергей Титович[2], 04.10.1942 — 26.10.1946
- Иванов Павел Петрович

## В составе соединений и объединений
| Период        | Фронт (округ)               | армия                    | корпус                                 | дивизия                                              | примечание                                                                                     |
| ------------- | --------------------------- | ------------------------ | -------------------------------------- | ---------------------------------------------------- | ---------------------------------------------------------------------------------------------- |
| 04.04.1941 г. | Закавказский военный округ  | ВВС округа               |                                        |                                                      | Баку, И-16                                                                                     |
| 22.06.1941 г. | Закавказский военный округ  | ВВС округа               |                                        |                                                      | Баку, И-16                                                                                     |
| 20.08.1941 г. | Закавказский военный округ  | 44-я армия               | ВВС 44-й армии                         |                                                      | аэр. Кумбашинская, И-16                                                                        |
| 23.08.1941 г. | Закавказский фронт          | 44-я армия               | ВВС 44-й армии                         |                                                      | аэр. Кумбашинская, И-16                                                                        |
| 01.09.1941 г. | Закавказский фронт          | 44-я армия               | ВВС 44-й армии                         |                                                      | аэр. Кумбашинская, И-16                                                                        |
| 23.11.1941 г. | Крымский фронт              | ВВС фронта               |                                        | 25-я истребительная авиационная дивизия              | И-16, Як-1                                                                                     |
| 25.11.1941 г. | Крымский фронт              | ВВС фронта               |                                        | 25-я истребительная авиационная дивизия              | Имел в боевом составе 7 Як-1 и 27 И-16                                                         |
| 07.05.1942 г. | Крымский фронт              | ВВС фронта               |                                        | 25-я истребительная авиационная дивизия              | Выведен в тыл на доукомплектование и переучивание                                              |
| 08.05.1942 г. | Приволжский военный округ   | ВВС округа               |                                        | 16-й запасной истребительный авиационный полк        | Баланда Саратовской области                                                                    |
| 26.07.1942 г. | Приволжский военный округ   | ВВС округа               |                                        | 16-й запасной истребительный авиационный полк        | переформирован по штату 015/174 и в полном составе переучился на Як-1                          |
| 26.07.1942 г. | Приволжский военный округ   | ВВС округа               |                                        | 16-й запасной истребительный авиационный полк        | Перегнал 18 Як-1 для 148-го иап на Юго-Западный фронт                                          |
| 12.08.1942 г. | Брянский фронт              | 15-я воздушная армия     |                                        | 286-я истребительная авиационная дивизия             | Приступил к боевой работе на Як-1                                                              |
| 06.10.1942 г. | Брянский фронт              | 15-я воздушная армия     |                                        | 17-й отдельный учебно-тренировочный авиационный полк |                                                                                                |
| 08.12.1942 г. | Закавказский фронт          | 4-я воздушная армия      | Северная группа войск                  | 230-я штурмовая авиационная дивизия                  |                                                                                                |
| 12.12.1942 г. | Закавказский фронт          | 4-я воздушная армия      | Северная группа войск                  | 230-я штурмовая авиационная дивизия                  | 2-я аэ в полном составе убыла на доукомплектование 8-й зиап                                    |
| 13.12.1942 г. | Закавказский фронт          | 4-я воздушная армия      | Северная группа войск                  | 6-й отдельный учебно-тренировочный авиационный полк  |                                                                                                |
| 17.03.1943 г. | Закавказский фронт          | 4-я воздушная армия      | Северная группа войск                  | 6-й отдельный учебно-тренировочный авиационный полк  | убыл в 20-й зиап                                                                               |
| 01.04.1943 г. | Сибирский военный округ     | ВВС округа               | 5-я запасная авиационная бригада       | 20-й запасной истребительный авиационный полк        | г. Новосибирск                                                                                 |
| 14.08.1943 г. | Сибирский военный округ     | ВВС округа               | 5-я запасная авиационная бригада       | 20-й запасной истребительный авиационный полк        | переформирован по штату 015/284 и переучился на Як-7б                                          |
| 04.10.1943 г. | Московский военный округ    | ВВС округа               |                                        |                                                      | на аэр. Химки передал все Як-7б в 483-й иап и убыл за новой матчастью.                         |
| 25.10.1943 г. | 2-й Прибалтийский фронт     | 15-я воздушная армия     |                                        |                                                      | С новой матчастью прибыл в 15 ВА, где вновь передал все Як-7б и 10 лётчиков в 431-й иап        |
| 18.11.1943 г. | Московский военный округ    | ВВС округа               |                                        |                                                      | аэр. Химки, вновь укомплектованный личным составом по штату 015/364 и самолётами Як-9Д и Як-9Т |
| 19.11.1943 г. | Харьковский военный округ   | ВВС округа               |                                        | 336-я истребительная авиационная дивизия             | аэр. Рогань, Як-9Д и Як-9Т                                                                     |
| 16.03.1944 г. | 2-й Белорусский фронт       | 6-я воздушная армия      |                                        | 336-я истребительная авиационная дивизия             | Приступил к боевой работе на Як-9Д и Як-9Т                                                     |
| 24.04.1944 г. | 1-й Белорусский фронт       | 16-я воздушная армия     |                                        | 336-я истребительная авиационная дивизия             | Як-9Д и Як-9Т                                                                                  |
| 02.09.1944 г. | 3-й Прибалтийский фронт     | 14-я воздушная армия     |                                        | 336-я истребительная авиационная дивизия             | Як-9Д и Як-9Т                                                                                  |
| 02.10.1944 г. | 1-й Прибалтийский фронт     | 3-я воздушная армия      |                                        | 336-я истребительная авиационная дивизия             | Як-9Д и Як-9Т                                                                                  |
| 14.10.1944 г. | 1-й Прибалтийский фронт     | 3-я воздушная армия      |                                        | 336-я истребительная авиационная дивизия             | Получено 9 Як-9У, которыми оснащена 1 эскадрилья полка                                         |
| 08.02.1945 г. | 2-й Прибалтийский фронт     | 15-я воздушная армия     |                                        | 336-я истребительная авиационная дивизия             | Як-9Д, Як-9Т, Як-9У                                                                            |
| 28.03.1945 г. | 2-й Прибалтийский фронт     | 15-я воздушная армия     |                                        | 336-я истребительная авиационная дивизия             | Получено 44 Як-9У из резерва 15 ВА                                                             |
| 29.03.1945 г. | Ленинградский фронт         | 15-я воздушная армия     |                                        | 336-я истребительная авиационная дивизия             | Як-9У                                                                                          |
| 09.05.1945 г. | Ленинградский фронт         | 15-я воздушная армия     |                                        | 336-я истребительная авиационная дивизия             | исключён из действующей армии                                                                  |
| 09.07.1945 г. | Прибалтийский военный округ | 15-я воздушная армия     |                                        | 336-я истребительная авиационная дивизия             |                                                                                                |
| 29.10.1945 г. | Прибалтийский военный округ | 15-я воздушная армия     | 11-й истребительный авиационный корпус | 336-я истребительная авиационная дивизия             |                                                                                                |
| 20.02.1949 г. | Прибалтийский военный округ | 30-я воздушная армия     | 54-й истребительный авиационный корпус | 336-я истребительная авиационная дивизия             |                                                                                                |
| 01.09.1953 г. | Северный военный округ      | 22-я воздушная армия     |                                        | 336-я истребительная авиационная дивизия             |                                                                                                |
| 18.03.1960 г. | Ленинградский военный округ | 22-я воздушная армия     |                                        | 336-я истребительная авиационная дивизия             |                                                                                                |
| 01.07.1960 г. | Ленинградский военный округ | 22-я воздушная армия     |                                        | 26-я истребительная авиационная дивизия              |                                                                                                |
| 01.08.1960 г. | ПВО страны                  | 10-я отдельная армия ПВО |                                        | 26-я истребительная авиационная дивизия              |                                                                                                |
| 01.06.1962 г. | ПВО страны                  | 10-я отдельная армия ПВО |                                        | 5-я дивизия ПВО                                      |                                                                                                |
| 01.04.1980 г. | ПВО страны                  |                          |                                        | 5-я дивизия ПВО                                      |                                                                                                |
| 01.04.1986 г. | ПВО страны                  | 10-я отдельная армия ПВО |                                        | 5-я дивизия ПВО                                      |                                                                                                |
| 01.06.1989 г. | ПВО страны                  | 10-я отдельная армия ПВО |                                        |                                                      |                                                                                                |
| 01.04.1994 г. | ПВО страны                  | 10-я отдельная армия ПВО |                                        |                                                      | расформирован                                                                                  |

## Участие в операциях и битвах

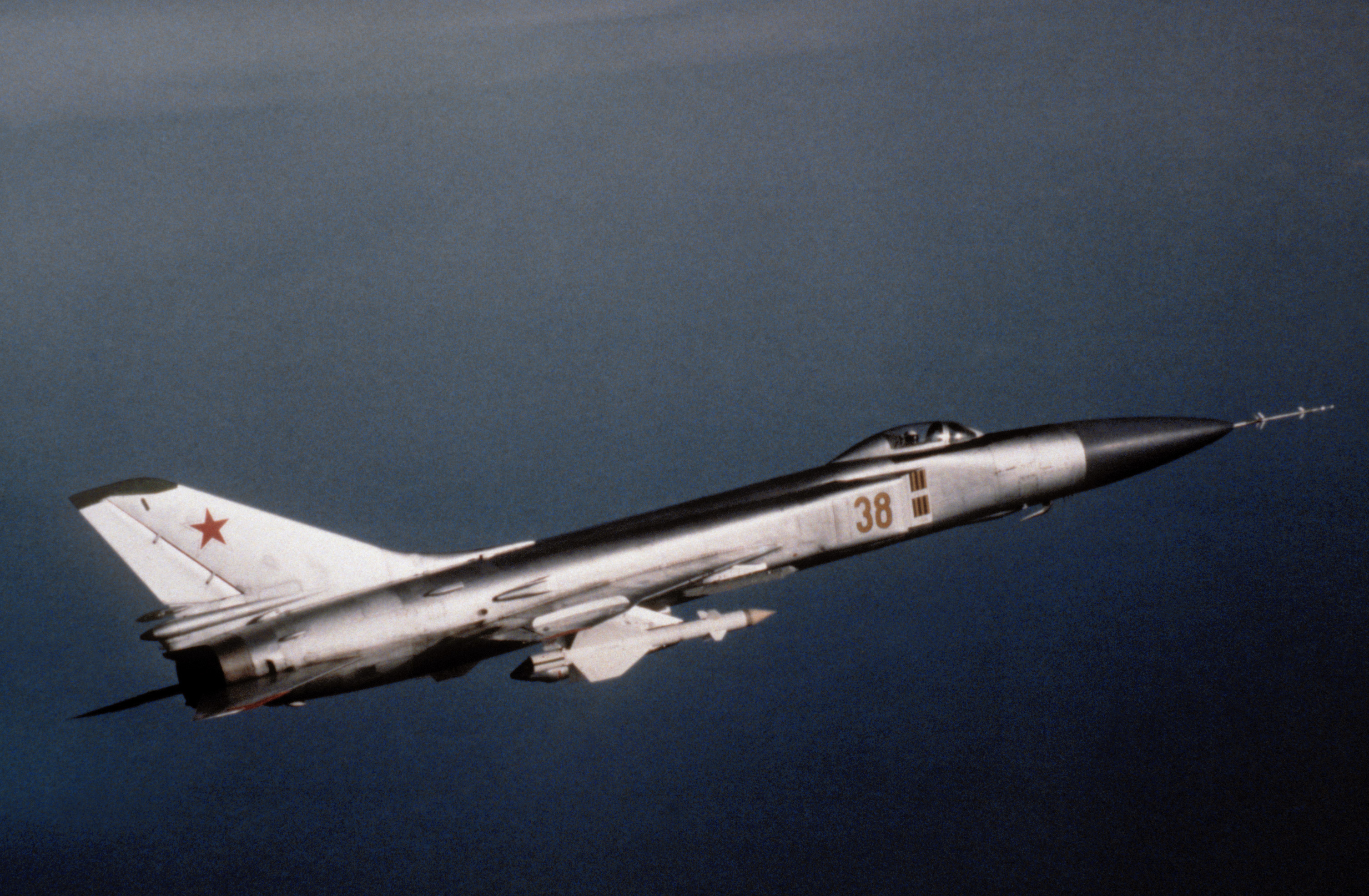
Cу-15

- Высадка морского десанта в Иране — с 20 августа 1941 года по 1 сентября 1941 года
- Керченско-Феодосийская десантная операция — с 25 декабря 1941 года по 2 января 1942 года
- Оборона Севастополя — с 28 января 1942 года по 15 апреля 1942 года.
- Полесская наступательная операция — с 19 марта 1944 года по 5 апреля 1944 года.
- Белорусская операция «Багратион» — с 23 июня 1944 года по 29 августа 1944 года.
- Люблин-Брестская операция — с 18 июля 1944 года по 2 августа 1944 года.
- Тартуская наступательная операция — с 10 августа 1944 года по 6 сентября 1944 года.
- Рижская операция — с 14 сентября 1944 года по 22 октября 1944 года.
- Мемельская операция — с 5 октября 1944 года по 22 октября 1944 года.
- Восточно-Прусская операция — с 13 января 1945 года по 25 апреля 1945 года.
- Блокада и ликвидация Курляндской группировки — с 15 февраля 1945 года по 9 мая 1945 года.

## Первая победа полка в воздушном бою
Первая известная воздушная победа полка в Отечественной войне одержана 07 января 1942 года: командир полка майор Осадчий А. Ф., пилотируя И-16, в воздушном бою в районе юго-западнее пос. Владиславовка сбил немецкий бомбардировщик Ju-87.

## Благодарности Верховного Главнокомандующего
За проявленные образцы мужества и героизма Верховным Главнокомандующим лётчикам полка в составе 336-й иад объявлены благодарности:
- за освобождение города Ковеля[3].
- за овладение городом Пинск[4].
- за овладение городом Хелм[5].
- за овладение городом и крепостью Демблин[6].
- за овладение городом Валга[7].
- за прорыв вражеской обороны в район города Шяуляй (Шавли)[8].

## Отличившиеся воины
- Булгаков Андрей Пантелеевич, старший лейтенант, заместитель командира эскадрильи 265-го истребительного авиационного полка 336-й истребительной авиационной дивизии 3-й воздушной армии 18 августа 1945 года удостоен звания Герой Советского Союза. Золотая Звезда № 7935.

## Лётчики-асы полка
| Фамилия, имя отчество                    | Награды | Сбито самолётов (+ в группе) | Примечание |
| ---------------------------------------- | ------- | ---------------------------- | --- |
| Архипов Николай Арсентьевич              |         | 12 + 11                      | Лётчик полка: нояб. 1944 — май 1945. Боевых вылетов: 362; воздушных боев: 102. Умер 31 июля 2003 г. |
| Булгаков Андрей Пантелеевич              |         | 17 + 0 (+ 1 аэростат)        | Лётчик полка: авг. 1943 — май 1945. Боевых вылетов: 229; воздушных боев: 41. Умер 24 апреля 1981 г. |
| Волков Степан Игнатьевич                 |         | 6 + 0                        | Лётчик полка: март 1944 — май 1945. Боевых вылетов: 120; воздушных боев: 25 |
| Гавриш Виктор Павлович                   |         | 7 + 0                        | Лётчик полка: июль 1944 — май 1945. Боевых вылетов: 48; воздушных боев: 17. Сбит зенитной артиллерией противника 28.09.1944 г., тяжело ранен, спасся на парашюте. После госпиталя вернулся в полк в апреле 1945 г., но боевых вылетов более не выполнял. |
| Гольдберг Константин Иванович (Гольберг) |         | 13 + 2                       | Лётчик полка: май — сент. 1944. 08.09.1944 попал в плен, освобождён советскими войсками 30.04.1945. |
| Громов Андрей Григорьевич                |         | 5 + 5                        | Лётчик полка: июнь — окт. 1942. С января 1943 — в 19-м иап. Боевых вылетов: более 250. |
| Кабанов Виктор Яковлевич                 |         | 8 + 0                        | Лётчик полка: март 1944 — май 1945. Боевых вылетов: 173; воздушных боев: 35. |
| Каргополов Анатолий Алексеевич           |         | 5 + 0                        | Лётчик полка: март 1944 — май 1945. Боевых вылетов: 128; воздушных боев: 21. |
| Кибкалов Михаил Моисеевич                |         | 17 + 0                       | Лётчик полка: нояб. 1941 — июль 1942. С мая 1943 — в 163-м иап. Боевых вылетов: 276; воздушных боев: 38 |
| Конышев Николай Сергеевич                |         | 17 + 0                       | Лётчик полка: апр. — май 1945. Боевых вылетов: 245; воздушных боев: 41. Умер 15 августа 1972 г. |
| Кутовой Василий Иванович                 |         | 7 + 0                        | Лётчик полка: авг. — дек. 1944. |
| Липатов Иван Сергеевич                   |         | 6 + 0                        | Лётчик полка: март 1944 — май 1945. Боевых вылетов: 127; воздушных боев: 20 |
| Моисеев Иван Фёдорович                   |         | 9 + 0                        | Лётчик полка: март 1944 — май 1945. Боевых вылетов: 103; воздушных боев: 26 |
| Нарчук Юзя Степанович                    |         | 5 + 4                        | Лётчик полка: дек. 1941 — окт. 1942. С декабря 1942 — 8-й иап. Боевых вылетов: 185. Погиб 5 марта 1943 г. Сбит в воздушном бою. |
| Невьянцев Афанасий Веденеевич            |         | 6 + 0                        | Лётчик полка: март — июль 1944. Боевых вылетов: более 50. Погиб 20 июля 1944 г. Сбит в воздушном бою. |
| Олейник Родион Иванович                  |         | 6 + 0                        | Лётчик полка: март 1944 — май 1945. Боевых вылетов: 103; воздушных боев: 30 |
| Осадчий Иван Фёдорович                   |         | 6 + 0                        | Лётчик полка: дек. 1941 — авг. 1942. Погиб 12 августа 1942 г. Сбит в воздушном бою. |
| Павлович Евгений Фомич                   |         | 6 + 3                        | Лётчик полка: дек. 1941 — авг. 1942. Боевых вылетов: около 200. Погиб 25 августа 1942 г. Сбит в воздушном бою. Один самолёт противника сбит таранным ударом.                                                                                             |
| Панин Василий Фёдорович                  |         | 5 + 0                        | Лётчик полка: дек. 1941 — авг. 1942. Боевых вылетов: 183; воздушных боев: 42. Пропал без вести 28 августа 1942 г. Не вернулся с боевого задания. |
| Радченко Анатолий Никитович              |         | 11 + 7                       | Лётчик полка: сент. 1944 — март 1945. Боевых вылетов: 297; воздушных боев: 71 |
| Савицкий Владимир Исакович               |         | 6 + 0                        | Лётчик полка: май 1944 — май 1945. Боевых вылетов: 216 |
| Севастьянов Пётр Иванович                |         | 5 + 0                        | Лётчик полка: март 1944 — май 1945. Боевых вылетов: 134; воздушных боев: 30 |
| Скряга Иван Семёнович                    |         | 16 + 0                       | Лётчик полка: март 1944 — май 1945. Боевых вылетов: 95; воздушных боев: 23. Война в Корее (1950—1953). Боевую работу вёл на МиГ-15 в составе 256 иап с февраля по июль 1952 г. Сбитых самолётов противника нет.                                          |
| Сычёв Михаил Васильевич                  |         | 5 + 0                        | Лётчик полка: авг. 1942 — май 1945. Боевых вылетов: 56. Советско-японский конфликт на р. Халхин-Гол (1939). Боевую работу вёл на И-16 в составе 70-го иап. Боевых вылетов: 43; воздушных боев: 5. Сбитых самолётов: 1 + 0                                |
| Фабрика Григорий Артёмович               |         | 7 + 0                        | Лётчик полка: март 1944 — май 1945. Боевых вылетов: 109; воздушных боев: 17. |
| Чижик Фёдор Михайлович                   |         | 6 + 3                        | Лётчик полка: авг. 1941 — июнь 1942. Пропал без вести в июне 1942 г. Не вернулся с боевого задания. |

## Итоги боевой деятельности полка
Всего за годы Великой Отечественной войны полком:
| Выполнено боевых вылетов | Сбито самолётов в воздухе | Уничтожено самолётов всего |
| ------------------------ | ------------------------- | -------------------------- |
| 6711                     | 242                       | 242                        |

Свои потери:
| Потеряно самолётов, всего | Погибло лётчиков всего |
| ------------------------- | ---------------------- |
| 72                        | 49                     |

## Самолёты на вооружении
| Период                  | Самолёты        |
| ----------------------- | --------------- |
| 04.04.1941 — 08.1942    | И-16            |
| 23.11.1941 — 01.04.1943 | Як-1            |
| 01.04.1943 — 18.11.1943 | Як-7            |
| 18.11.1943 — 1950       | Як-9            |
| 1950 — 1954             | МиГ-15          |
| 1954 — 1965             | МиГ-17          |
| 1965 — 1969             | МиГ-17 ПФ       |
| 1969 — 1994             | Су-15, Су-15 ТМ |

## Базирование
| Период      | Аэродром                          |
| ----------- | --------------------------------- |
| 1945 — 1953 | Румбула, Рига, Латвия             |
| 1953 — 1994 | Подужемье, Кемский район, Карелия |

## Инциденты
Лётчик полка капитан Босов А. 20 апреля 1978 года на самолёте Су-15ТМ повредил южнокорейский «Боинг»-707, нарушивший государственную границу СССР и совершивший аварийную посадку на лед замерзшего озера на Кольском полуострове.